# Flessau
Flessau ist ein Ortsteil der kreisangehörigen Hansestadt Osterburg (Altmark) im Landkreis Stendal in Sachsen-Anhalt.

## Geographie

### Lage
Flessau, ein Straßendorf mit Kirche, liegt sechs Kilometer südwestlich von Osterburg (Altmark) und 22 Kilometer nordwestlich von Stendal. Das flachwellige Gebiet um Flessau wird von zahlreichen Gräben durchzogen, wie dem Markgraben und dem Kleinen Markgraben, die nach Norden zur Biese entwässern.
Nachbarorte sind Schmersau und Orpensdorf im Westen, Klein Rossau und Groß Rossau im Nordwesten, Schliecksdorf im Norden, Storbeck im Nordosten, Klein Ballerstedt und Ballerstedt im Südosten, Grävenitz im Süden und Wollenrade im Südwesten.

### Ortschaftsgliederung
Zur Ortschaft Flessau gehören die Ortsteile Flessau, Natterheide, Rönnebeck, Storbeck und Wollenrade.

## Geschichte

### Mittelalter bis Neuzeit
Der schon im 9. Jahrhundert slawisch besiedelte Ort Flessau tauchte wahrscheinlich 1230 erstmals aus Anlass der Kirchweihe in einem Schriftstück auf.
Im Landbuch der Mark Brandenburg von 1375 wird das Dorf als Vlesso und Vlessow aufgeführt. Weitere Nennungen sind 1541 Flessow, 1687 Flessow, sowie 1804 Dorf und Gut Flessau und Flessow mit unter anderem 5 Leinewebern und 2 Rademachern, einer Schmiede und einer Windmühle.
In Flessau hatte es lange Zeit zwei Rittergüter gegeben. Als Besitzer sind 16. und 17. Jahrhundert von Wittstruck, oder von Wietstruck  und von Zesterfleth oder Zesterfliet, Zesterfielde im 17. Jahrhundert die von Grave später die von Lüderitz. Weitere waren von Kleist, von Rauchhaupt, von Jeetze, von Rosenbruch und Räcke. Die Letzteren verkauften in den 1820er Jahren an die Gemeinde.
Als erster Dorflehrer, der nebenbei auch Küster war, wird 1818 Johann Joachim Lemme genannt. Sein Nachfolger ab 1834 beklagte, dass das Schulhaus „mehr einem Stall als einer Schule ähnlich sei“. Flessau ist auch heute Schulstandort auch für die umliegenden Orte.
Neben der Landwirtschaft gab es seit Anfang des 18. Jahrhunderts Handwerksbetriebe in Flessau.
Die Freiwillige Feuerwehr in Flessau blickte im Jahr 2000 auf eine bereits 100-jährige Geschichte zurück.

### Mögliche Ersterwähnung 1230
Ernst Haetge berichtete 1938, eine Abschrift der Weiheurkunde von 1230 würde beim Kirchenpatron vorliegen, dem Reichsgrafen von der Schulenburg auf Schloss Wolfsburg. Da 1945 große Teile des Wolfsburger Adelsarchivs in Schloss Neumühle zerstört wurden, ist nicht sicher, ob diese Abschrift überliefert ist. Bekmann meinte hingegen 1753, es sei eine Sage, dass die Kirche in Flessau 1230 erbaut und dem Heiligen Petrus geweiht worden sei, da sich keine schriftliche Nachricht dazu gefunden hätte.

### Vorgeschichte
Das jungsteinzeitliche Großsteingrab Flessau ist zerstört. Alfred Pohlmann beschrieb seine Lage in der Sage Der Steinberg bei Flessau: „Ungefähr 10 Minuten vom Flessau, etwa 100 Schritt rechts vom Wege nach Ballerstedt, liegt der sogenannte Steinberg, wovon die ganze Ackerfläche im Umkreis den gleichen Namen führt. Hier befand sich bis zur Separation eines der schönsten Hünenbetten der Altmark.“ Drei Steine trugen einen großen glatten Findling wie ein Dach über sich, der beim Anschlagen mit einem harten Gegenstand einen klingenden Ton von sich gab. Er schreibt weiter: „Es wurde aus Unverstand in Stücke gesprengt und die Steine verkauft.“

### Eingemeindungen
Dorf und Gut Flessau gehörten bis 1807 zum Stendalschen Kreis, danach bis 1813 zum Landkanton Osterburg im Königreich Westphalen, ab 1816 kam die Gemeinde in den Kreis Osterburg, den späteren Landkreis Osterburg in der preußischen Provinz Sachsen.
Die Gemeinde Flessau wurde am 25. Juli 1952 in den Kreis Osterburg umgegliedert. Am 1. Juni 1973 wurden die Gemeinden Rönnebeck, Storbeck und Wollenrade aus dem Kreis Osterburg nach Flessau eingemeindet. Am 15. Februar 1974 wurde Natterheide nach Flessau eingemeindet. Am 1. Juli 1994 kam die Gemeinde Flessau mit ihren Ortsteilen zum Landkreis Stendal.
Durch einen Gebietsänderungsvertrag haben die Gemeinderäte der Gemeinden Ballerstedt, Düsedau, Erxleben, Flessau, Gladigau, Königsmark, Krevese, Meseberg, Rossau, Walsleben und der Hansestadt Osterburg (Altmark) beschlossen, dass ihre Gemeinden aufgelöst und zu einer neuen Einheitsgemeinde mit dem Namen Hansestadt Osterburg (Altmark) vereinigt werden. Dieser Vertrag wurde vom Landkreis als unterer Kommunalaufsichtsbehörde genehmigt und trat am 1. Juli 2009 in Kraft.
Nach Umsetzung des Gebietsänderungsvertrages der bisher selbständigen Gemeinde Flessau werden Flessau, Natterheide, Rönnebeck, Storbeck und Wollenrade Ortsteile der neuen Hansestadt Osterburg (Altmark). Für die eingeflossene Gemeinde wird die Ortschaftsverfassung nach den §§ 86 ff. der Gemeindeordnung Sachsen-Anhalt eingeführt. Die aufgenommene Gemeinde Flessau mit künftigen Ortsteile Flessau, Natterheide, Rönnebeck, Storbeck und Wollenrade wurde zur Ortschaft der neuen Hansestadt Osterburg (Altmark). In der eingeflossenen Gemeinde und nunmehrigen Ortschaft Flessau wurde ein Ortschaftsrat mit neun Mitgliedern einschließlich Ortsbürgermeister gebildet.

### Einwohnerentwicklung

#### Dorf und Gut
| Jahr         | 1734 | 1772 | 1790 | 1798 | 1801 | 1818 | 1840 | 1864 | 1871 | 1885 |
| Dorf Flessau | 188  | 195  | 154  | 181  | 225  | 247  | 316  | 364  | 388  | 374  |
| Gut Flessau  |      |      |      | 05   | 018  |      |      |      |      |      |

#### Gemeinde Flessau
| Jahr | Einwohner |
| ---- | --------- |
| 1892 | [0]378    |
| 1895 | 357       |
| 1900 | [0]322    |
| 1905 | 343       |
| 1910 | [0]368    |

| Jahr | Einwohner |
| ---- | --------- |
| 1925 | 362       |
| 1939 | 377       |
| 1946 | 535       |
| 1964 | 446       |
| 1971 | 444       |

| Jahr | Einwohner |
| ---- | --------- |
| 1981 | 1217      |
| 1993 | 1133      |
| 2006 | 1003      |

Quelle, wenn nicht angegeben, bis 2006:

#### Ortsteil Flessau
| Jahr | Einwohner |
| ---- | --------- |
| 2011 | [00]475   |
| 2012 | [00]459   |
| 2018 | [00]413   |
| 2019 | [00]393   |
| 2020 | [00]388   |

| Jahr | Einwohner |
| ---- | --------- |
| 2021 | [0]401    |
| 2022 | [0]387    |
| 2023 | [0]379    |

## Religion
Die evangelische Kirchengemeinde Flessau, die früher zur Pfarrei Flessau bei Osterburg gehörte, wird heute betreut vom Pfarrbereich Bismark im Kirchenkreis Stendal im Bischofssprengel Magdeburg der Evangelischen Kirche in Mitteldeutschland.
Die ältesten überlieferten Kirchenbücher für Flessau stammen aus dem Jahre 1716.
Die katholischen Christen gehören zur Pfarrei St. Anna in Stendal im Dekanat Stendal im Bistum Magdeburg.

## Politik

### Bürgermeister
Ortschaftsbürgermeister der Ortschaft Flessau ist seit Juli 2019 Stefan Brehmer, der Silvia Böker ablöste, die die letzte Bürgermeisterin der Gemeinde war.

### Ortschaftsrat
Die Ortschaftsratswahl am 26. Mai 2019 ergab das folgende Ergebnis:
- Die Bürgerinitiative Flessau (BIF) errang 100,0 Prozent der Stimmen und damit alle 9 Sitze.

Gewählt wurden drei Ortschaftsrätinnen und sechs Ortschaftsräte.
Die Wahlbeteiligung lag bei 56,8 Prozent.

## Kultur und Sehenswürdigkeiten
- Die evangelische Dorfkirche Flessau wurde ursprünglich als Wehrkirche erbaut.
- Der Ortsfriedhof ist auf dem Kirchhof.
- Mehrere spätbarocke Fachwerkhäuser aus dem Ende des 18. bis zur Mitte den 19. Jahrhunderts stehen unter Denkmalschutz.
- In Flessau steht ein Denkmal für die Gefallenen des Ersten Weltkrieges, eine Stele gekrönt von einem Adler, verziert mit Schwert, Eichenlaub und dem Relief eines sterbenden Soldaten und eines Engels.[28]

## Wirtschaft und Infrastruktur
Im Jahr 2014 wurde berichtet, dass es in Flessau einen Supermarkt, ein Dorfgemeinschaftshaus, eine Gastwirtschaft und einen Sportplatz gibt.
Die örtliche Bäckerei besteht seit 1986 als Familienunternehmen.

### Verkehr
Flessau liegt an der Landesstraße 13 von Bismark (Altmark) nach Osterburg (Altmark). In der 6 km entfernten Stadt Osterburg besteht Anschluss an die Bundesstraße 189, in Osterburg befindet sich auch der nächste Bahnhof an der Strecke Magdeburg–Wittenberge.

## Sagen aus Flessau
Alfred Pohlmann überlieferte unter anderem folgende Sagen über das Dorf: „Der Steinberg bei Flessau“, „Der brennende Schatz auf dem Steinberge bei Flessau“ (bei Hanns H. F. Schmidt „Der Steinberg“) „Die goldene Wiege zu Flessau“, „Herr von Rosenbruch auf Flessau“ oder „Eine Spinne als Lebensretterin“.

## Persönlichkeiten
- Alfred Pohlmann (1848–1927) wirkte von 1883 bis 1923 als Pfarrer in Flessau.
- Ernst Kredel sen. (1864–1939), Pädagoge und Mundartschriftsteller, wurde in Flessau geboren.